# Wang Bingyu
Wang Bingyu (en chino: 王冰玉; Harbin, 7 de julio de 1984) es una deportista china que compitió en curling.
Participó en tres Juegos Olímpicos de Invierno, obteniendo una medalla de bronce en Vancouver 2010, el séptimo lugar en Sochi 2014 y el quinto en Pyeongchang 2018.
Ganó tres medallas en el Campeonato Mundial de Curling entre los años 2008 y 2011.

## Palmarés internacional
| Juegos Olímpicos   | Juegos Olímpicos          | Juegos Olímpicos  | Juegos Olímpicos |
| Año                | Lugar                     | Medalla           | Prueba           |
| ------------------ | ------------------------- | ----------------- | ---------------- |
| 2010               | Vancouver (Canadá)        | Medalla de bronce | Equipo           |
| Campeonato Mundial |                           |                   |                  |
| Año                | Lugar                     | Medalla           | Prueba           |
| 2008               | Vernon (Canadá)           | Medalla de plata  | Equipo           |
| 2009               | Gangneung (Corea del Sur) | Medalla de oro    | Equipo           |
| 2011               | Esbjerg (Dinamarca)       | Medalla de bronce | Equipo           |